# فیلیپ سارد
فیلیپ سارد (فرانسوی: Philippe Sarde‎؛ زادهٔ ۲۱ ژوئن ۱۹۴۸) موسیقی‌دان اهل فرانسه است. وی از سال ۱۹۷۰ میلادی تاکنون مشغول فعالیت بوده‌است.
از آثار او می‌توان به موسیقی فیلم سینه‌های یخی، زمستان ۵۴، ابه پیر و چیزهای زندگی اشاره نمود.